# Spectacles des parcs Disney
Les parcs Disney proposent depuis leurs débuts des parades et spectacles. Cette page se concentre sur les spectacles de rue de type parade et les spectacles nocturnes de tout type mais Disney propose aussi de nombreux spectacles de type comédie musicale présentés dans des théâtres (Voir Comédies musicales des parcs Disney).

## Disneyland Resort

### Disneyland
- Les parades diurnes
  - Tencennial Parade (1965) pour les 10 ans du parc[1]
  - Show Me America (été 1970) était la cérémonie du 15e anniversaire du parc[2]
  - Very Merry Christmas Parade (1977-1979 puis à partir de 1987), parade de Noël[3]
  - Flights of Fantasy Parade (18 juin au 10 septembre 1983) parade de personnages gonflables géants[4]
  - Circus Fantasy (printemps 1986 à 1988) parade printanière sous la forme d'un cirque avec clowns, jongleurs, dresseurs et animaux[5].
  - Totally Minnie Parade (été 1986) avec en vedette Minnie, relookée année 1980, une musique plus rock et plus de 100 danseurs[6]
  - Blast to the Past (printemps 1988 et 1989) commémoration en l'honneur des années 1950, comprenant une émission télévisée. La parade s'arrêtait en plusieurs points de son parcours dont l'un dans Main Street présenté un regroupement de houla oups. Durant cette parade un record a été établi avec 1527 personnes faisant du houla oup devant le château[7].
  - Party Gras Parade (11 janvier au 18 novembre 1990) empruntant le thème de la parade de Mardi Gras de La Nouvelle-Orléans[8]. Similaire à la Surprise Celebration Parade du Magic Kingdom[9]
  - World According to Goofy Parade  19 juin au 16 novembre 1992, pour le 60e anniversaire de Dingo[10]
  - Aladdin's Royal Caravan  1993 à 1994
  - The Lion King Celebration  1er juillet 1994 au 1er juin 1997[11].
  - Hercules "Zero to Hero" Victory Parade à partir du 27 juin 1997[12].
  - Parade of Stars  2000 à 2005
  - Walt Disney's Parade of Dreams & depuis le 5 mai 2005 Similaire à la Friendship in the Imagination du Magic Kingdom[1]
- Les Parades Nocturnes
  - Main Street Electrical Parade  17 juin 1972 au 25 novembre 1996
  - America on Parade  4 juin 1975 au 6 septembre 1976
  - Light Magic  23 mai 1997 au 8 septembre 1997
- Les feux d'artifice
  - Fantasy in the Sky  1958 à 1996, puis en 2015, 2016 et 2017
  - Believe... There's Magic in the Stars  2000 à 2005 sauf 2004
  - Imagine... A Fantasy in the Sky  du 1er juin 2004 au 30 avril 2005
  - Remember... Dreams Come True  du 1er mai 2005 au 2 novembre 2014 puis du 3 février 2017 au 7 avril 2018 et depuis le 7 septembre 2018
  - Disneyland Forever  du 22 mai 2015 au 5 septembre 2016
  - Together Forever – A Pixar Nighttime Spectacular  du 13 avril 2018 au 3 septembre 2018
- Les autres spectacles
  - Fantasmic!  depuis le 13 mai 1992
  - Jedi Training Academy depuis 2005 durant les Star Wars Week-Ends

### Disney's California Adventure
- Les Parades Nocturnes
  - Disney's Electrical Parade  depuis le 3 juillet 2001
- Les feux d'artifice
  - Disney's LuminAria
- Les autres spectacles
  - High School Musical Pep Rally 
  - High School Musical 2: School's Out 
  - High School Musical 3: Right Here! Right Now!

## Walt Disney World
- Electrical Water Pageant , donnée sur Bay Lake et Seven Seas Lagoon

### Magic Kingdom
- Les Parades diurnes
  - Tencennial Parade (1er octobre 1981 au 30 septembre 1982) pour les 10 ans du parc[1]
  - Surprise Celebration Parade du 22 septembre 1991 au 4 juin 1994, similaire à la Party Gras Parade de Disneyland[9]
  - Share a Dream Come True Parade 
  - Disney's Dream Come True Parade 
  - Festival of Fantasy Parade  du 9 mars 2014 au 9 janvier, 2021
  - Friendship in the Imagination  depuis le 13 mai, 2021, similaire à la Walt Disney's Parade of Dreams de Disneyland [1]
- Les Parades Nocturnes
  - Main Street Electrical Parade  11 juin 1977 au 14 septembre 1991 et 28 mai 1999 au 1er avril 2001
  - America on Parade  6 juin 1975 au 6 septembre 1976
  - SpectroMagic  1er octobre 1991 au 21 mai 1999 et depuis le 2 avril 2001
- Les feux d'artifice
  - Fantasy in the Sky  1971 à 2003
  - Wishes  depuis le 9 octobre 2003
  - Happily Ever After depuis le 12 mai 2017
- Les cérémonies
  - Cinderella Surprise Party
  - Cinderellebrationn
  - Dream Along With Mickey depuis octobre 2006

### EPCOT
- Les parades
  - Tapestry of Nations , première parade d'EPCOT créée pour la cérémonie du Millénaire 1999 à 2001.
  - Tapestry of Dreams  version modifiée de la précédente depuis 2001, liée à la cérémonie 100 ans de magie.
- Les feux d'artifice
  - Carnival de Lumiere  1982 à 1983
  - A New World Fantasy  et Laserphonic Fantasy en 1983 et de 1984 à 1988
  - IllumiNations  1988 à 1996 et en 1998
  - IllumiNations 25  1996 à 1998
  - IllumiNations : Reflections of Earth  à partir de 1999

### Disney's Hollywood Studios
- Les Parades diurnes
  - Aladdin's Royal Caravan  1992 à 1995
  - Hercules "Zero to Hero" Victory Parade à partir du 27 juin 1997[12]
  - Disney Stars and Motor Cars Parade  de 2001 à 2008
- Les feux d'artifice
  - Sorcery in the Sky  juin 1989 à août 1998, et occasionnellement certains jours de l'année
- Les autres spectacles
  - Fantasmic!  depuis le 15 octobre 1998
  - Jedi Training Academy  depuis septembre 2005, durant les Star Wars Week-Ends

### Disney's Animal Kingdom
- Les Parades diurnes
  - Mickey's Jammin' Jungle Parade

## Tokyo Disney Resort

### Tokyo Disneyland
- Les Parades diurnes
  - Disney's Dreams On Parade: Moving On  du 25 janvier 2003 au 7 avril 2008
  - Jubilation!  du 15 avril 2008 au 31 mars 2013
  - Happiness is Here Parade  du 15 avril 2013 au 9 avril 2018
  - Dreaming Up! Parade  depuis le 10 avril 2018 similaire à la Walt Disney's Parade of Dreams et Imagination Up! Parade de Disneyland et Magic Kingdom[1]
- Les Parades nocturnes
  - Tokyo Disneyland Electrical Parade  9 mars 1985 au 21 juin 1995
  - Fantillusion  21 juillet 1995 au 15 mai 2001
  - Tokyo Disneyland Electrical Parade : DreamLights  depuis le 1er juin 2001
- Les cérémonies
  - Cinderellebration

### Tokyo DisneySea
- Les parades diurnes
  - Style Tokyo DisneySea

## Disneyland Paris

### Parc Disneyland
- Les parades diurnes
  - Disney Classics Parade de 1992 à 1997
  - La Parade d'Aladdin 1993
  - La Parade des fous 1997
  - Disney's California Dream printemps 1997 et 1998
  - Disney ImagiNations Parade du 1er novembre 1999 à mars 2001
  - Disney Toon Circus 2001
  - La parade du Monde Merveilleux de Disney (The Wonderful World of Disney Parade) du 30 mars 1998 à 1999, puis de 2003 jusqu'au 23 mars 2007
  - Disney's Once Upon A Dream à partir du 24 mars 2007
  - Le Petit Train des Personnages Disney du 1er avril 2007 jusqu'à début mars 2009
  - Le Train en Fête de Minnie à partir du 28 mars 2009
  - Disney Magic On Parade du 1er avril 2012 jusqu'en mars 2017
  - Disney Stars on Parade à partir du 26 mars 2017
- Les parades nocturnes
  - Main Street Electrical Parade  du 12 avril 1992 au 23 mars 2003
  - Disney Fantillusion  du 5 juillet 2003 au 2 septembre 2012
- Les superproductions nocturnes
  - Disney Dreams!  du 1er avril 2012 au 24 mars 2017, puis du 12 avril 2023 au 30 mai 2024[13]
  - Disney Illuminations  du 25 mars 2017 au 11 avril 2023, puis du 31 mai 2024 au 9 janvier 2025
  - Disney D-Light/Afterglow  du 6 mars 2022 au 30 septembre 2023[14]
  - Disney Electrical Sky Parade   du 8 janvier 2024 au 9 janvier 2025
  - Disney Tales of Magic  à partir du 10 janvier 2025
- Les feux d'artifice
  - Fantasy in the Sky  1992 à 2004
  - Wishes  étés 2005 à 2007
  - Les Feux Enchantés  étés 2008 à 2011
- Les cérémonies
  - La Cérémonie des Contes et Lumières  jusqu'à 2002 sur Town Square et depuis 2003 sur Central Plaza
  - La Bougillumination  &  sur Central Plaza à partir du 1er avril 2007 et jusqu'au 7 mars 2009
  - Les Méchants Disney font leur Halloween Show  depuis 2007 durant la saison d'Halloween &  lors des soirées Halloween 2007 et 2008
  - La Bougillumination Enchantée  en lieu et place de la Bougillumination durant les saisons de Noël 2007 et 2008
  - Les Vacances de Noël de Minnie  certains jours de décembre 2007 et 2008 et durant les vacances de Noël 2007/2008 et 2008/2009 &  le 31 décembre 2008
  - Place à la Fête... avec Mickey et ses Amis  sur Central Plaza, à partir du 28 mars 2009
- Les autres spectacles
  - Le festival des fous , spectacle de 25 min à Frontierland à partir du 21 juin 1996[15]
  - Alphabet You Are  du 1er avril 2007 au 30 septembre 2008
  - Place à la Danse... à Discoveryland  en face du Café Hypérion à Discoveryland à partir du 28 mars 2009

### Walt Disney Studios
- Les Parades diurnes
  - Good Morning Walt Disney Studios 
  - Disney Cinema Parade  du 1er juin 2002 au 31 mars 2008
  - Disney's Stars 'n' Cars  depuis le 4 avril 2009
  - High School Musical On Tour  du 16 juin au 26 août 2007 puis du 12 avril au 28 septembre 2008
  - High School Musical 2: School's Out  du 5 avril au 28 septembre 2008
  - High School Musical : La Fête!  du 4 avril au 27 septembre 2009
- Les superproductions nocturnes
  - Avengers: Power the Night  du 1er septembre 2023 au 7 janvier 2024[16]
- Les autres spectacles
  - Ciné Folies 
  - Christmas Ciné Folies  durant la Saison de Noël
  - Red Carpet 
  - Edelweiss  durant la Saison de Noël
  - Lilo and Stitch Catch the Wave Party  de 2003 jusqu'en 2007.
  - Starring Cruella De Vil de 2004 à 2006
  - Toon Train 
  - Toon Train : Tous en scène pour les fêtes !  durant la saison de Noël

## Hong Kong Disneyland Resort

### Hong Kong Disneyland
- Les parades diurnes
  - Flights of Fantasy Parade  depuis 2011
  - Disney on Parade  de 2005 à 2010
- Les feux d'artifice
  - Disney in the Stars